# Warszawianka (dramat)

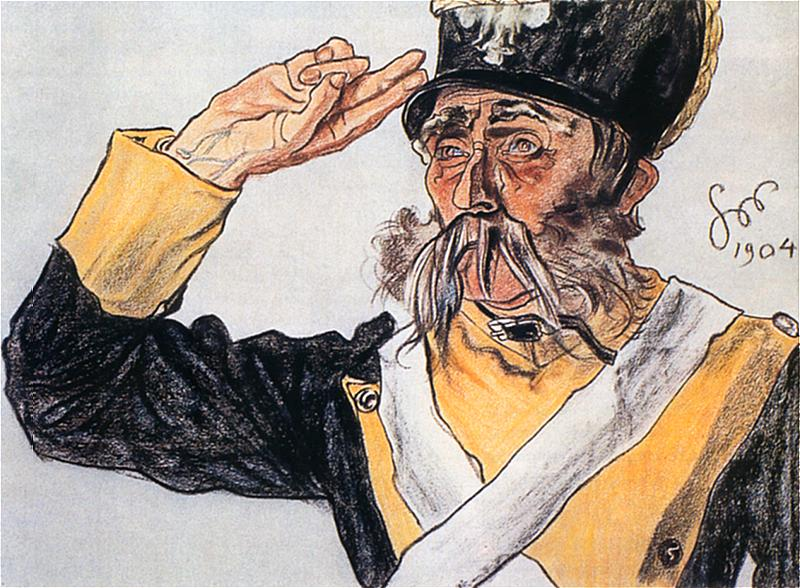
Ludwik Solski jako stary wiarus w „Warszawiance”

Warszawianka – dramat Stanisława Wyspiańskiego. Jego prapremiera, w reżyserii Ludwika Solskiego, miała miejsce w Teatrze Miejskim w Krakowie dnia 26 listopada 1898 roku.
Warszawianka zawiera komentarz powstania listopadowego. Wyspiański nawiązał do pieśni Kazimierza Delavigne Warszawianka. Motywy tej pieśni, a zwłaszcza powtarzające się słowa: Oto dziś dzień krwi i chwały [...] dziś twój triumf albo zgon odgrywają ważną rolę w dramacie, pogłębiają nastrój niewiary będącej udziałem zgromadzonych generałów i arystokratycznych przywódców powstania, rozprawiających o tajemniczym „losie” o niepoznawalnych siłach, które rządzą człowiekiem i historią.
Rzecz dzieje się w dniu bitwy o Olszynkę Grochowską 25 lutego 1831 w sztabie gen. Józefa Chłopickiego, stacjonującego w Dworku Grochowskim.
Osobami dramatu są generałowie Powstania Listopadowego: Józef Chłopicki, Jan Skrzynecki, oficerowie sztabowi oraz dwie dziewczyny: Anna i Maria, których narzeczeni biorą udział w boju o Olszynkę Grochowską.
Nagle wchodzi Wiarus (najbardziej charakterystyczna postać dramatu), zabłocony, schlapany śniegiem. Nie wypowiada ani słowa, ale jest symbolem. Przynosi wieść o klęsce, ale i o śmierci w bitwie narzeczonego Marii. W konstrukcji utworu został on wyraźnie przeciwstawiony całemu towarzystwu zebranemu w salonie. Jest prostym żołnierzem, swoim wyglądem i zachowaniem świadczy o rzeczywistej walce narodowowyzwoleńczej i kompromituje zarazem patos rozmów na temat „losu” jakie toczą przedstawiciele obozu szlacheckiego. Pieśń staje się ważnym elementem spotęgowania nastroju tragizmu.
W Warszawiance Wyspiański rozbudował tekst poboczny. Obecne są uwagi na temat dekoracji, wyglądu postaci i rekwizytów. Ważnym symbolem jest znajdujące się na scenie popiersie Napoleona z opaską liści laurowych stojące na wysokim postumencie. Obok popiersia stoi Chłopicki zamyślony, zastygły w pozie napoleońskiej. Nie wierzy on w powstanie, żyje wspomnieniami bohaterskiej przeszłości pod sztandarami Napoleona i przeciwstawia ją słabości i błędom powstańców. Sam nie decyduje się na aktywny udział w walce. Ważne w dramacie są nie tylko słowa poety, ale także muzyka i refren powtarzającej się pieśni, sceny pantomimiczne i rekwizyty znajdujące się na scenie. Te wszystkie elementy zaczęły pełnić funkcję dramatyczną.